# Droga wojewódzka nr 710
Droga wojewódzka nr 710 (DW710) – droga wojewódzka o długości 77 km, leżąca na obszarze województwa łódzkiego. Trasa ta łączy Łódź z Błaszkami. Droga w całości leży na terenie powiatów: pabianickiego, łaskiego, zduńskowolskiego i sieradzkiego.

## Miejscowości leżące przy trasie DW710
- Łódź (DK91)
- Konstantynów Łódzki (DK71)
- Lutomiersk
- Szadek (DW473)
- Warta (DK83)
- Błaszki (DK12)